# 第二次世界大戰期間的圖瓦

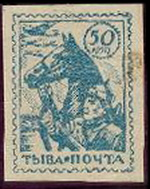
圖瓦郵票（1942年印製），描繪了圖瓦騎兵戰士參加蘇聯衛國戰爭

圖瓦人民共和國，1921年宣布獨立時稱為「唐努圖瓦」，在戰間期和二戰初期是蘇聯事實上的一個衛星國，與蘇聯以外的國家幾乎沒有聯繫。儘管國家人口稀少，圖瓦在1941年6月22日德蘇戰爭爆發的同時，作為反法西斯聯盟一方進入第二次世界大戰。
作為蘇聯紅軍編隊的一部分，圖瓦志願軍參加了東線的戰鬥。1944年10月14日，圖瓦人民共和國成為圖瓦自治州，變為蘇聯的一部分。從那一刻開始，圖瓦人作為蘇聯公民參加對德軍事行動，直到第二次世界大戰結束。

## 圖瓦人民共和國成立
圖瓦在清代稱唐努烏梁海，屬外蒙古的一部分，一直受滿清統治直到1911年。在中國辛亥革命之後的1913年，烏梁海共和國的那顏一再呼籲俄羅斯沙皇尼古拉二世在圖瓦建立保護國。1914年4月4日，皇帝正式同意接受圖瓦作為保護國加入俄羅斯帝國，之後圖瓦作為烏梁海边疆区併入葉尼塞省。
在圖瓦是俄羅斯帝國一部分的短暫時期內，沙皇政府在該領土上採取了極其謹慎的政策，如同在東西伯利亞的其他地區一樣，以避免中國，日本和蒙古加大對其的影響。
1919年，在俄國內戰高峰時期，布爾什維克領導人明確禁止紅軍進入烏梁海边疆区的領土，這些命令的目的是使得圖瓦保持自治，以促進親布爾什維克思想的勢力在圖瓦執政。在蘇俄的有力支持下，圖瓦發生了人民革命。1921年8月，紅軍部隊肅清了「瘋男爵」恩琴亞洲騎兵師在圖瓦的殘餘，8月16日，圖瓦全國呼拉爾的全部9個成員宣佈唐努-圖瓦人民共和國成立，並採用了第一部圖瓦憲法。

## 蘇聯-圖瓦關係

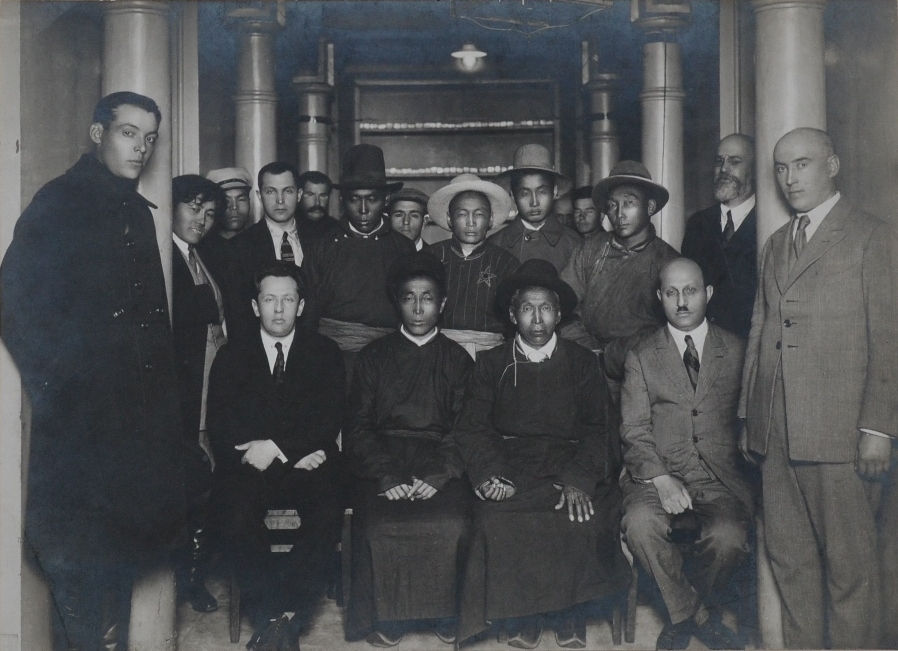
图瓦第一个官方代表团在莫斯科签署《唐努-图瓦与苏联友好合作条约》（1925年6月）

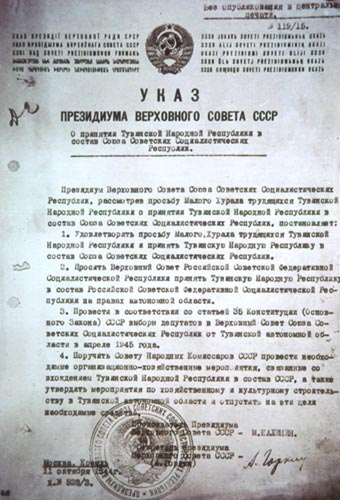
苏联最高苏维埃主席团于1944签署的一份法令扫描件。根据该法令，圖瓦人民共和國并入苏联，成为圖瓦自治州

儘管圖瓦人民共和國具有法律上的獨立性，但該國當時不被其他國家承認，在很大程度上依賴蘇維埃俄國。因此，出席宣布共和国成立的「图瓦全國制宪呼拉尔」的蘇俄代表团坚持在一项特别决议中写入一项规定，根据该规定，唐努-图瓦在外交政策领域“在蘇維埃俄國的支持下采取行动”。
1923年1月，兩國確定了蘇聯與圖瓦的邊界。同年，根據蘇聯與圖瓦政府於1921年達成的協議，之前駐紮在圖瓦的紅軍部隊撤離。1925年夏天，根據蘇聯的提議，蘇聯與圖瓦簽署了《蘇聯與唐努-圖瓦人民共和國友好合作條約》，加強了兩國之間的聯盟。條約規定蘇聯政府“不認為唐努圖瓦是其領土，對此沒有任何異議。”此外，在共同的經濟利益方面，蘇聯給予圖瓦公民在蘇聯領土上移民、貿易和居住等領域一些好處。
20世纪30年代初，苏联支持的第一波政治镇压席卷了图瓦，隨後整整十年繼續進行鎮壓。据图瓦检察官办公室称，20世纪30年代，图瓦人民共和国有1286人遭到镇压，而根据另一个版本，其人数达到了1700人。与苏联一样，遭受镇压的人中有许多图瓦著名政治家，包括图瓦人民共和国部长会议第一任主席蒙烏什·巴彥巴達爾呼（Буян-Бадыргы）和议会主席团前主席库乌拉·栋杜。作为鎮壓的借口，圖瓦蘇維埃當局编造许多谎言，他们被指控为日本从事间谍活动并准备反革命政变。作为图瓦政治清洗的主要发起者，获得苏联领导层青睐的图瓦人民革命党中央第一书记是薩爾察克·托卡。萨尔察克·托卡被认为将图瓦人出卖给俄罗斯人。

## 圖瓦軍隊加強戰備
20世纪30年代上半叶，日本帝国对中华民国发动侵略行动，占领满洲并在其领土上建立傀儡满洲国，并于1937年发动对华全面战争。这促使图瓦人开展了一些加强军队和国家防御的工作。1939年11月，图瓦人民共和国第十一届议会召开。大会指示党中央在未来2-3年内全面装备军队，把战备水平提高到更高水平。1940年2月22日，图瓦人民共和国议会决定允许成立军事部，立即采取措施为军队装备新武器和军事装备，改进指挥人员的培训，提高各单位和分支部门的战备水平。图瓦人民共和国第一任战争部长（1940-1943）是格森·舒马（Гессен Шоома）上校，他后来晋升为少将。苏联政府和红军指挥部在物质和技术基础的发展以及人员培训方面向图瓦提供了重要援助。图瓦人民革命军的中高级指挥人员在伏龙芝军事学院和总参谋学院等苏联军事教育机构接受培训。此外，苏联军事教官和顾问也被邀请到图瓦。

## 參加對德作戰
1941年6月22日，苏德战争开始的那一天，第10届图瓦人民共和国人民呼拉尔（大会）举行。出席会议的334名大会代表一致通过了一项宣言：“图瓦人民在他们的革命政党和政府的领导下，准备牺牲一切，以所有可能的方式和手段参加苏联人民反对法西斯侵略者的斗争。”
图瓦的这一宣言标志着它站在苏联一边参战，并正式向纳粹德国及其盟友宣战。值得注意的是，图瓦先于英国宣布支持苏联对德作战。在与德军的战斗中，图瓦骑兵给敌方士兵留下了可怕的印象，1944年1月在德拉伊诺（现乌克兰沃林地区）战役中被俘的德国军官雷姆克在审讯中说道，他手下的士兵“下意识地认出了这些外国人（图瓦人）是阿提拉的军队”。众所周知，在德国圈子里，图瓦骑兵有一个绰号“黑死病”（德語：Der Schwarze Tod）。实际上，这在很大程度上是由于图瓦民族传统的军事道德观念包括原则上不俘虏囚犯。在战争年代，有多达8000名图瓦人参加了红军，包括战争最后阶段的许多重要战役中，例如科尔松-舍甫琴科、乌曼-博托桑、雅西-基希讷乌，以及德布勒森和桑多梅日-西里西亚等行动。大约20名图瓦士兵被授予最高级的荣誉勋章，5500名图瓦士兵被授予其他等级的苏联和图瓦奖章。